# Châteauneuf-d'Ille-et-Vilaine
Châteauneuf-d'Ille-et-Vilaine is een gemeente in het Franse departement Ille-et-Vilaine (regio Bretagne). De plaats maakt deel uit van het arrondissement Saint-Malo. Châteauneuf-d'Ille-et-Vilaine telde op 1 januari 2022 1.679 inwoners.

## Geografie
De oppervlakte van Châteauneuf-d'Ille-et-Vilaine bedroeg op 1 januari 2022 1,38 vierkante kilometer; de bevolkingsdichtheid was toen 1.216,7 inwoners per km².

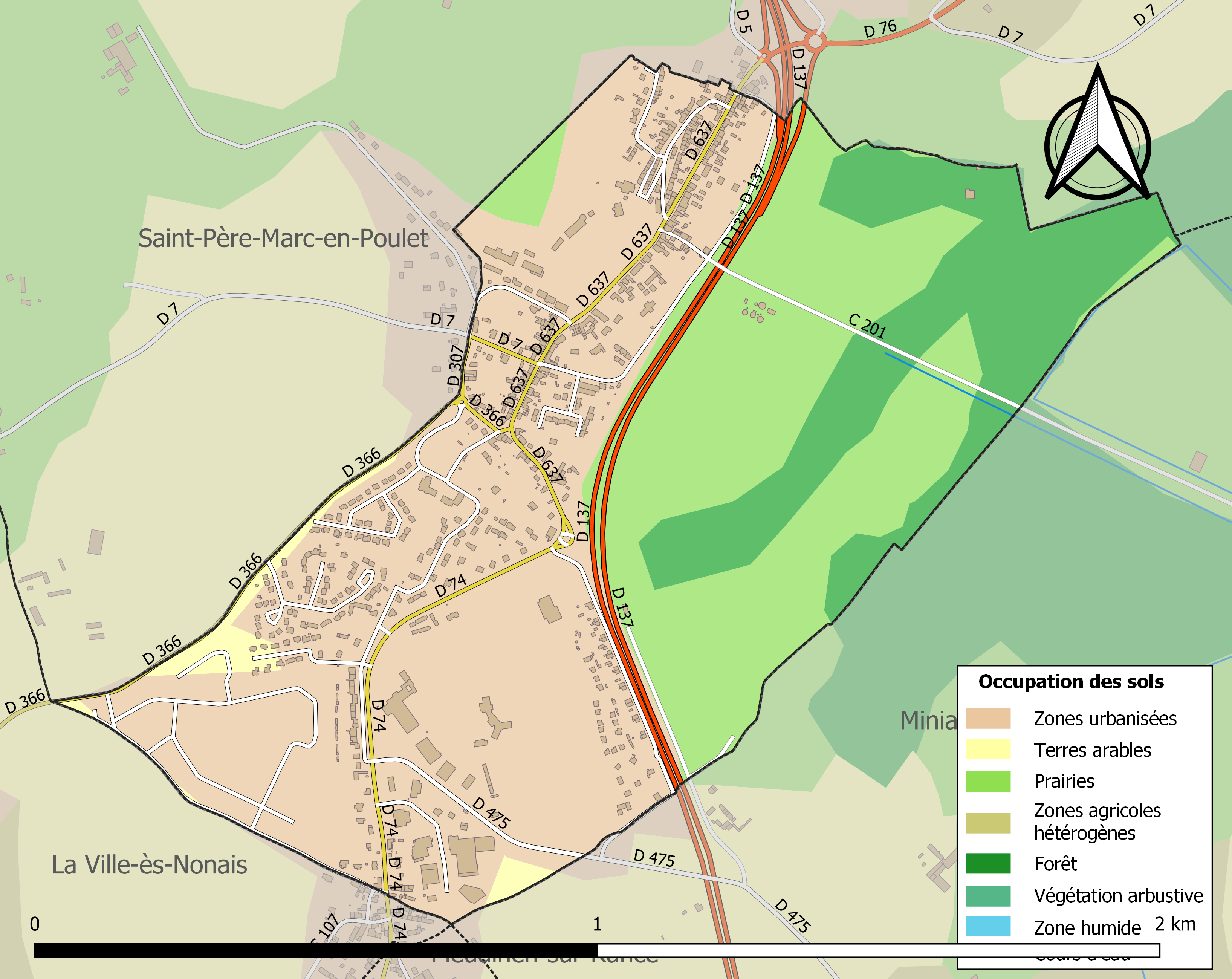
Kaart van de gemeente met belangrijkste infrastructuur, bodemgebruik en omliggende gemeenten

## Demografie
Onderstaande figuur toont het verloop van het inwonertal (bron: INSEE-tellingen).